# JPDA
Java平台调试器架构（英語：Java Platform Debugger Architecture，JPDA）是一组用于调试Java代码的API。
- Java调试器接口（Java Debugger Interface，JDI）——定义了一个高层次Java接口，开发人员可以利用JDI轻松编写远程调试工具。
- Java虚拟机工具接口（Java Virtual Machine Tools Interface，JVMTI）——定义了一个原生（native）接口，可以对运行在Java虚拟机的应用程序检查状态、控制运行。
- Java虚拟机调试接口（JVMDI）——JVMDI在J2SE 5.0中被JVMTI取代，并在Java SE 6中被移除。
- Java调试线协议（JDWP）——定义了调试对象（一个 Java 应用程序）和调试器进程之间的通信协议。